# Convocazioni per la Coppa delle nazioni del Golfo 2023
È di seguito indicato l'elenco dei giocatori convocati da ciascuna nazionale partecipante alla Coppa delle nazioni del Golfo 2023.

## Gruppo A

### Iraq
Commissario tecnico:  Jesús Casas
| N. | Pos. | Giocatore            | Data nascita (età)          | Pres. | Reti | Squadra           |
| -- | ---- | -------------------- | --------------------------- | ----- | ---- | ----------------- |
| 1  | P    | Fahad Talib          | 21 ottobre 1994 (28 anni)   | 18    | 0    | Al-Quwa Al-Jawiya |
| 2  | D    | Manaf Younis         | 16 novembre 1996 (26 anni)  | 13    | 0    | Al-Shorta         |
| 3  | D    | Zaid Tahseen         | 29 gennaio 2001 (21 anni)   | 3     | 0    | Al-Talaba         |
| 4  | D    | Mustafa Nadhim       | 23 settembre 1993 (29 anni) | 36    | 3    | svincolato        |
| 5  | D    | Ali Faez             | 9 settembre 1994 (28 anni)  | 41    | 4    | Al-Talaba         |
| 6  | D    | Alai Ghasem          | 16 febbraio 2003 (19 anni)  | 3     | 0    | IFK Goteborg      |
| 7  | C    | Hussein Ali Al-Saedi | 29 novembre 1996 (26 anni)  | 45    | 5    | CS Sfaxien        |
| 8  | C    | Ibrahim Bayesh       | 1º maggio 2000 (22 anni)    | 33    | 3    | Al-Quwa Al-Jawiya |
| 9  | A    | Alaa Abbas           | 27 luglio 1997 (25 anni)    | 26    | 4    | Al-Zawraa         |
| 10 | C    | Hassan Abdulkareem   | 1º gennaio 1999 (24 anni)   | 10    | 1    | Al-Zawraa         |
| 11 | C    | Sherko Karim         | 25 maggio 1996 (26 anni)    | 17    | 1    | Kuwait SC         |
| 12 | P    | Jalal Hassan         | 18 maggio 1991 (31 anni)    | 66    | 0    | Al-Zawraa         |
| 13 | C    | Rewan Amin           | 8 gennaio 1996 (26 anni)    | 2     | 0    | Svincolato        |
| 14 | C    | Amjad Attwan         | 12 marzo 1997 (25 anni)     | 66    | 1    | Al-Shamal         |
| 15 | D    | Dhurgham Ismail      | 24 maggio 1994 (28 anni)    | 64    | 4    | Al-Talaba         |
| 16 | C    | Amir Al-Ammari       | 27 luglio 1997 (25 anni)    | 11    | 1    | IFK Goteborg      |
| 17 | D    | Hussein Ammar        | 18 agosto 1999 (23 anni)    | 1     | 0    | Naft Al Basra     |
| 18 | A    | Aymen Hussein        | 22 marzo 1996 (26 anni)     | 55    | 11   | Al-Markhiya       |
| 19 | C    | Mohammed Ali Abboud  | 1º ottobre 2000 (22 anni)   | 10    | 0    | Al-Quwa Al-Jawiya |
| 20 | C    | Hussein Jabbar       | 9 marzo 1998 (24 anni)      | 5     | 0    | Al-Quwa Al-Jawiya |
| 21 | A    | Aso Rostam           | 1º dicembre 1994 (28 anni)  | 3     | 0    | Al-Salmiya        |
| 22 | P    | Ahmed Basil          | 19 agosto 1996 (26 anni)    | 1     | 0    | Al-Shorta         |
| 23 | C    | Moammel Abdul-Ridha  | 28 marzo 2000 (22 anni)     | 1     | 0    | Al-Talaba         |

### Oman
Commissario tecnico:  Branko Ivankovic
| N. | Pos. | Giocatore            | Data nascita (età)          | Pres. | Reti | Squadra     |
| -- | ---- | -------------------- | --------------------------- | ----- | ---- | ----------- |
| 1  | P    | Ibrahim Al-Mukhaini  | 20 giugno 1997 (25 anni)    | 8     | 0    | Al-Nahda    |
| 2  | D    | Mohammed Al-Musalami | 27 aprile 1990 (32 anni)    | 92    | 3    | Al-Seeb     |
| 3  | D    | Fahmi Durbin         | 10 ottobre 1993 (29 anni)   | 21    | 0    | Al-Nasr     |
| 4  | C    | Arshad Al-Alawi      | 12 aprile 2000 (22 anni)    | 21    | 4    | Al-Kuwait   |
| 5  | D    | Juma Al-Habsi        | 28 gennaio 1996 (26 anni)   | 20    | 0    | Al-Seeb     |
| 6  | D    | Ahmed Al-Khamisi     | 26 novembre 1991 (31 anni)  | 18    | 0    | Al-Suwaiq   |
| 7  | A    | Issam Al-Sabhi       | 1º maggio 1997 (25 anni)    | 16    | 3    | Al-Suwaiq   |
| 8  | A    | Zahir Al-Aghbari     | 28 maggio 1999 (23 anni)    | 18    | 0    | Al-Khaldiya |
| 9  | C    | Omar Al-Malki        | 4 gennaio 1994 (29 anni)    | 3     | 1    | Al-Riffa    |
| 10 | C    | Jameel Al-Yahmadi    | 4 gennaio 1994 (29 anni)    | 39    | 2    | Al-Markhiya |
| 11 | D    | Amjad Al-Harthi      | 1º gennaio 1994 (29 anni)   | 20    | 1    | Al-Suwaiq   |
| 12 | D    | Ahmed Al-Matrooshi   | 26 maggio 1997 (25 anni)    | 1     | 0    | Al-Nahda    |
| 13 | A    | Ahmed Al-Adwi        | 1º gennaio 1995 (28 anni)   | 1     | 0    | Al-Rustaq   |
| 14 | D    | Ahmed Al-Kaabi       | 15 settembre 1996 (26 anni) | 12    | 0    | Al-Nahda    |
| 15 | C    | Musab Al-Mamari      | 22 gennaio 2000 (22 anni)   | 1     | 0    | Al-Rustaq   |
| 16 | D    | Khalid Al-Braiki     | 3 luglio 1993 (29 anni)     | 14    | 0    | Al-Suwaiq   |
| 17 | A    | Rabia Al-Alawi       | 31 marzo 1995 (27 anni)     | 18    | 6    | Al-Nahda    |
| 18 | P    | Faiz Al-Rushaidi     | 19 luglio 1988 (34 anni)    | 62    | 0    | Al-Suwaiq   |
| 19 | D    | Mahmood Al-Mushaifri | 14 gennaio 1993 (29 anni)   | 17    | 0    | Al-Suwaiq   |
| 20 | A    | Salaah Al-Yahyaei    | 17 agosto 1998 (24 anni)    | 35    | 6    | Al-Seeb     |
| 21 | C    | Mataz Saleh          | 28 maggio 1996 (26 anni)    | 12    | 1    | Dhofar      |
| 22 | P    | Ahmed Al-Rawahi      | 5 maggio 1994 (28 anni)     | 5     | 0    | Al-Seeb     |
| 23 | C    | Harib Al-Saadi       | 1º febbraio 1990 (32 anni)  | 55    | 0    | Al-Suwaiq   |

### Arabia Saudita
Commissario tecnico: Saad Al-Shehri
| N. | Pos. | Giocatore            | Data nascita (età)          | Pres. | Reti | Squadra    |
| -- | ---- | -------------------- | --------------------------- | ----- | ---- | ---------- |
| 1  | P    | Nawaf Al-Aqidi       | 10 maggio 2000 (22 anni)    | 0     | 0    | Al-Nassr   |
| 2  | D    | Madallah Al-Olayan   | 25 agosto 1994 (28 anni)    | 2     | 0    | Al-Ittihad |
| 3  | D    | Ahmed Bamsaud        | 22 novembre 1995 (27 anni)  | 3     | 0    | Al-Ittihad |
| 4  | D    | Ziyad Al-Sahafi      | 03 febbraio 1994 (28 anni)  | 12    | 0    | Al-Taawoun |
| 5  | D    | Qassem Lajami        | 24 aprile 1996 (26 anni)    | 0     | 0    | Al-Fateh   |
| 6  | C    | Riyadh Sharahili     | 28 aprile 1993 (29 anni)    | 6     | 0    | Abha       |
| 7  | C    | Sumayhan Al-Nabit    | 27 marzo 1996 (26 anni)     | 0     | 0    | Al-Taawoun |
| 8  | C    | Faisal Al-Ghamdi     | 13 agosto 2001 (21 anni)    | 0     | 0    | Al-Ettifaq |
| 9  | A    | Raed Al-Ghamdi       | 6 maggio 1994 (28 anni)     | 0     | 0    | Al-Raed    |
| 10 | C    | Turki Al-Ammar       | 23 settembre 1999 (23 anni) | 6     | 0    | Al-Shabab  |
| 11 | C    | Ahmed Al-Ghamdi      | 20 settembre 2001 (21 anni) | 0     | 0    | Al-Ettifaq |
| 12 | C    | Mohammed Aboulshamat | 11 agosto 2002 (20 anni)    | 0     | 0    | Al-Qadsiah |
| 13 | D    | Hussain Al-Sibyani   | 24 giugno 2001 (21 anni)    | 0     | 0    | Al-Shabab  |
| 14 | C    | Awad Al-Nashri       | 15 marzo 2002 (20 anni)     | 0     | 0    | Al-Ittihad |
| 15 | C    | Hussain Al-Eisa      | 29 dicembre 2000 (22 anni)  | 0     | 0    | Al-Wehda   |
| 16 | A    | Mohammed Maran       | 15 febbraio 2001 (21 anni)  | 0     | 0    | Al-Nassr   |
| 17 | C    | Naif Masoud          | 08 marzo 2001 (21 anni)     | 0     | 0    | Al-Qadsiah |
| 18 | C    | Saad Al-Nasser       | 8 gennaio 2001 (21 anni)    | 0     | 0    | Al-Taawoun |
| 19 | D    | Meshal Al-Sebyani    | 11 aprile 2001 (21 anni)    | 2     | 0    | Al-Faisaly |
| 20 | D    | Rayane Hamidou       | 13 aprile 2002 (20 anni)    | 0     | 0    | Al-Ahli    |
| 21 | P    | Abdulbassit Hawsawi  | 12 dicembre 1996 (26 anni)  | 0     | 0    | Damac      |
| 22 | P    | Mohammed Al-Absi     | 24 settembre 2002 (20 anni) | 0     | 0    | Al-Shabab  |
| 23 | C    | Musab Al-Juwayr      | 20 giugno 2003 (19 anni)    | 0     | 0    | Al-Hilal   |

### Yemen
Commissario tecnico:  Miroslav Soukup
| N. | Pos. | Giocatore            | Data nascita (età)         | Pres. | Reti | Squadra                 |
| -- | ---- | -------------------- | -------------------------- | ----- | ---- | ----------------------- |
| 1  | P    | Mohamed Aman         | 14 aprile 1997 (25 anni)   | 3     | 0    | Al-Shaab Hadramaut      |
| 2  | D    | Hamza Al-Rimi        | 12 febbraio 2002 (20 anni) | 3     | 0    | Al Tahaddy SC           |
| 3  | D    | Haroune Al-Zubaidi   | 15 ottobre 1999 (23 anni)  | 0     | 0    | Al-Wehda SCC            |
| 4  | D    | Mudir Al-Radaei      | 30 novembre 1989 (33 anni) | 59    | 1    | Al-Ahli Club Sanaa      |
| 5  | D    | Akram Al-Bahri       | 1º aprile 1996 (26 anni)   | 0     | 0    | Al-Wehda SCC            |
| 6  | D    | Amrou Lotf           | 12 febbraio 1999 (23 anni) | 0     | 0    | Al-Wehda SC             |
| 7  | A    | Ahmed Al-Sarori      | 9 agosto 1998 (24 anni)    | 42    | 2    | Chabab Mohammédia       |
| 8  | C    | Anis Al-Maari        | 9 gennaio 2000 (22 anni)   | 1     | 0    | Al-Shaab Hadramaut      |
| 9  | A    | Omar Al-Dahi         | 15 dicembre 1999 (23 anni) | 15    | 2    | Aswan                   |
| 10 | C    | Nasser Al-Gahwashi   | 24 maggio 1999 (23 anni)   | 18    | 1    | Naft Al-Wasat           |
| 11 | C    | Abdulwasea Al-Matari | 4 luglio 1994 (28 anni)    | 50    | 8    | Al-Nasr Club            |
| 12 | A    | Ahmed Maher          | 24 gennaio 2002 (20 anni)  | 8     | 0    | Baladeyet El Mahalla SC |
| 13 | C    | Omar Shared          | 10 marzo 1997 (25 anni)    | 2     | 0    | Shamsan Club            |
| 14 | C    | Mohamed Bahmeed      | 1º gennaio 1997 (26 anni)  | 0     | 0    | Tadamn Hadramaut        |
| 15 | C    | Mohamed Al-Tairi     | 4 febbraio 2000 (22 anni)  | 3     | 0    | Al-Wehda SCC            |
| 16 | D    | Ahmed Al-Wajih       | 17 marzo 2002 (20 anni)    | 5     | 0    | Al-Shaab Hadramaut      |
| 17 | D    | Emad Al-Jadima       | 11 marzo 2003 (19 anni)    | 1     | 0    | Samarra                 |
| 18 | C    | Mohammed Al-Dahi     | 3 aprile 1996 (26 anni)    | 3     | 0    | Samarra                 |
| 19 | A    | Ali Al-Omri          | 8 giugno 2001 (21 anni)    | 0     | 0    | Lackawana Buffalo       |
| 20 | C    | Hamza Hanash         | 1º gennaio 1995 (28 anni)  | 0     | 0    | Al-Ahli Club Sanaa      |
| 21 | D    | Jarallah Al-Zaghari  | 1º gennaio 1997 (26 anni)  | 0     | 0    | Shaab Ibb SCC           |
| 22 | P    | Salem Al-Harsh       | 7 ottobre 1998 (24 anni)   | 5     | 0    | Al-Wehda SC             |
| 23 | P    | Ali Fadhl            | 27 dicembre 2000 (22 anni) | 0     | 0    | Tadamn Hadramaut        |

## Gruppo B

### Bahrein
Commissario tecnico:  Hélio Sousa
| N. | Pos. | Giocatore             | Data nascita (età)          | Pres. | Reti | Squadra         |
| -- | ---- | --------------------- | --------------------------- | ----- | ---- | --------------- |
| 1  | P    | Omar Salem            | 26 maggio 1995 (27 anni)    | 0     | 0    | Budaiya         |
| 2  | D    | Amine Bennadi         | 9 maggio 1993 (29 anni)     | 10    | 0    | Al-Muharraq     |
| 3  | D    | Waleed Al Hayam       | 3 febbraio 1991 (31 anni)   | 92    | 0    | Al-Muharraq     |
| 4  | A    | Sayed Dhiya Saeed     | 17 luglio 1992 (30 anni)    | 105   | 7    | Al-Khaldiya     |
| 5  | D    | Hamad Al-Shamsan      | 29 settembre 1997 (25 anni) | 20    | 0    | Al-Riffa        |
| 6  | C    | Hamza Abdulla         | 23 giugno 1999 (23 anni)    | 0     | 0    | East Riffa      |
| 7  | A    | Ali Madan             | 30 novembre 1995 (27 anni)  | 68    | 11   | Ajman           |
| 8  | C    | Mohamed Marhoon       | 12 febbraio 1998 (24 anni)  | 43    | 12   | Al-Riffa        |
| 9  | A    | Abdulla Yusuf         | 12 giugno 1993 (29 anni)    | 70    | 9    | Persija Jakarta |
| 10 | C    | Abdulwahab Al-Malood  | 7 giugno 1990 (32 anni)     | 75    | 5    | Al-Muharraq     |
| 11 | C    | Ebrahim Al-Khatal     | 19 settembre 2000 (22 anni) | 8     | 2    | Manama          |
| 12 | C    | Mahdi Abdullatif      | 15 febbraio 1993 (29 anni)  | 8     | 0    | Manama          |
| 13 | C    | Ahmed Al-Sherooqi     | 22 maggio 2000 (22 anni)    | 0     | 0    | Al-Muharraq     |
| 14 | C    | Ali Haram             | 11 dicembre 1988 (34 anni)  | 40    | 5    | Al-Riffa        |
| 15 | C    | Jasim Al-Shaikh       | 1º febbraio 1996 (26 anni)  | 51    | 3    | Al-Riffa        |
| 16 | D    | Sayed Redha Isa       | 7 agosto 1994 (28 anni)     | 57    | 3    | Al-Riffa        |
| 17 | D    | Ahmed Bughammar       | 30 dicembre 1997 (25 anni)  | 24    | 1    | Al-Khaldiya     |
| 18 | D    | Mohammed Adel         | 20 settembre 1996 (26 anni) | 20    | 0    | Al-Khaldiya     |
| 19 | C    | Kamil Al-Aswad        | 8 aprile 1994 (28 anni)     | 84    | 11   | Al-Riffa        |
| 20 | A    | Mahdi Al-Humaidan     | 19 maggio 1993 (29 anni)    | 40    | 4    | Al-Khaldiya     |
| 21 | P    | Sayed Mohammed Jaffer | 25 agosto 1985 (37 anni)    | 145   | 0    | Al-Muharraq     |
| 22 | P    | Ebrahim Lutfalla      | 24 settembre 1992 (30 anni) | 7     | 0    | Al-Ahli         |
| 23 | D    | Abdulla Al-Khalasi    | 2 settembre 2003 (19 anni)  | 0     | 0    | Al-Muharraq     |

### Kuwait
Commissario tecnico:  Rui Bento
| N. | Pos. | Giocatore             | Data nascita (età)          | Pres. | Reti | Squadra    |
| -- | ---- | --------------------- | --------------------------- | ----- | ---- | ---------- |
| 1  | P    | Bader Al-Saanoun      | 24 novembre 1996 (26 anni)  | 0     | 0    | Al-Jahra   |
| 2  | D    | Hassan Hamdan         | 1º settembre 2000 (22 anni) | 2     | 0    | Al-Arabi   |
| 3  | D    | Meshari Ghanam        | 28 agosto 1997 (25 anni)    | 3     | 0    | Kuwait SC  |
| 4  | D    | Khalid El Ebrahim     | 28 agosto 1992 (30 anni)    | 24    | 1    | Al-Qadsia  |
| 5  | D    | Fahad Al Hajeri       | 10 novembre 1991 (31 anni)  | 68    | 5    | Kuwait SC  |
| 6  | C    | Sultan Al Enezi       | 29 settembre 1992 (30 anni) | 39    | 0    | Al-Arabi   |
| 7  | C    | Bader Al-Fadhel       | 22 aprile 1997 (25 anni)    | 3     | 0    | Al-Arabi   |
| 8  | C    | Ahmed Al-Dhefiri      | 9 gennaio 1992 (30 anni)    | 38    | 2    | Kuwait SC  |
| 9  | A    | Ibrahim Kameel        | 10 giugno 2002 (20 anni)    | 4     | 0    | Kuwait SC  |
| 10 | C    | Faisal Zayid          | 9 ottobre 1991 (31 anni)    | 46    | 6    | Kuwait SC  |
| 11 | A    | Eid Al-Rashidi        | 25 maggio 1999 (23 anni)    | 20    | 1    | Al-Qadsia  |
| 12 | C    | Abdullah Ghanem       | 12 febbraio 1997 (25 anni)  | 0     | 0    | Kazma      |
| 13 | D    | Bader Jamal           | 10 dicembre 1996 (26 anni)  | 2     | 0    | Al-Salmiya |
| 14 | A    | Mohammad Bajeyah      | 15 marzo 2001 (21 anni)     | 2     | 1    | Al-Jahra   |
| 15 | D    | Hamad Al-Qallaf       | 4 dicembre 1999 (23 anni)   | 14    | 0    | Al-Salmiya |
| 16 | A    | Mobarak Al-Faneeni    | 21 gennaio 2000 (22 anni)   | 27    | 4    | Al-Salmiya |
| 17 | C    | Ali Khalaf            | 16 gennaio 1995 (27 anni)   | 7     | 0    | Al-Arabi   |
| 18 | C    | Fawaz Al-Otaibi       | 21 febbraio 1997 (25 anni)  | 19    | 1    | Al-Salmiya |
| 19 | D    | Mahdi Dashti          | 26 ottobre 2001 (21 anni)   | 6     | 0    | Al-Salmiya |
| 20 | A    | Shabaib Al-Khaldi     | 11 agosto 1998 (24 anni)    | 18    | 3    | Kazma      |
| 21 | D    | Mohammed Al-Nassar    | 24 maggio 1996 (26 anni)    | 0     | 0    | Kazma      |
| 22 | P    | Sulaiman Abdulghafour | 26 febbraio 1991 (31 anni)  | 31    | 0    | Al-Arabi   |
| 23 | P    | Dhari Al-Otaibi       | 31 marzo 2002 (20 anni)     | 0     | 0    | Kuwait SC  |

### Qatar
Commissario tecnico:  Bruno Pinheiro
| N. | Pos. | Giocatore          | Data nascita (età)          | Pres. | Reti | Squadra    |
| -- | ---- | ------------------ | --------------------------- | ----- | ---- | ---------- |
| 1  | P    | Shehab Ellethy     | 18 aprile 2000 (22 anni)    | 0     | 0    | Al-Duhail  |
| 2  | C    | Hazem Shehata      | 2 febbraio 1998 (24 anni)   | 1     | 0    | Al-Wakrah  |
| 3  | D    | Diyab Taha         | 15 maggio 2001 (21 anni)    | 0     | 0    | Al-Duhail  |
| 4  | D    | Mohammed Aiash     | 27 febbraio 2001 (21 anni)  | 0     | 0    | Al-Duhail  |
| 5  | D    | Tarek Salman       | 5 dicembre 1997 (25 anni)   | 59    | 0    | Al-Sadd    |
| 6  | C    | Naif Al-Hadhrami   | 18 luglio 2001 (21 anni)    | 1     | 0    | Al-Rayyan  |
| 7  | A    | Ahmed Alaaeldin    | 31 gennaio 1993 (29 anni)   | 48    | 2    | Al-Gharafa |
| 8  | C    | Ali Assadalla      | 19 gennaio 1993 (29 anni)   | 60    | 12   | Al-Sadd    |
| 9  | C    | Tameem Al-Abdullah | 05 ottobre 2002 (20 anni)   | 0     | 0    | Al-Rayyan  |
| 10 | D    | Mohammed Waad      | 18 settembre 1999 (23 anni) | 23    | 0    | Al-Sadd    |
| 11 | A    | Amro Surag         | 8 aprile 1998 (24 anni)     | 0     | 0    | Al-Gharafa |
| 12 | A    | Yusuf Abdurisag    | 6 agosto 1999 (23 anni)     | 13    | 1    | Al-Sadd    |
| 13 | C    | Mostafa Meshaal    | 28 marzo 2001 (21 anni)     | 1     | 0    | Al-Sadd    |
| 14 | D    | Homam Ahmed        | 25 agosto 1999 (23 anni)    | 32    | 2    | Al-Gharafa |
| 15 | D    | Jassem Gaber       | 20 febbraio 2002 (20 anni)  | 0     | 0    | Al-Arabi   |
| 16 | C    | Hashim Ali         | 17 agosto 2000 (22 anni)    | 2     | 0    | Al-Sadd    |
| 17 | D    | Ismaeel Mohammad   | 5 aprile 1990 (32 anni)     | 72    | 4    | Al-Duhail  |
| 18 | A    | Khalid Muneer      | 24 febbraio 1998 (24 anni)  | 3     | 1    | Al-Wakrah  |
| 19 | C    | Ahmed Fadhel       | 7 aprile 1993 (29 anni)     | 0     | 0    | Al-Wakrah  |
| 20 | C    | Salem Al-Hajri     | 10 aprile 1996 (26 anni)    | 22    | 0    | Al-Sadd    |
| 21 | P    | Mahmud Abunada     | 5 febbraio 2000 (22 anni)   | 0     | 0    | Al-Arabi   |
| 22 | P    | Meshaal Barsham    | 14 febbraio 1998 (24 anni)  | 22    | 0    | Al-Sadd    |
| 23 | C    | Assim Madibo       | 22 ottobre 1996 (26 anni)   | 45    | 0    | Al-Duhail  |

### Emirati Arabi Uniti
Commissario tecnico:  Rodolfo Arruabarrena
| N. | Pos. | Giocatore           | Data nascita (età)          | Pres. | Reti | Squadra        |
| -- | ---- | ------------------- | --------------------------- | ----- | ---- | -------------- |
| 1  | P    | Ali Khasif          | 9 giugno 1987 (35 anni)     | 69    | 0    | Al Jazira      |
| 2  | D    | Abdusalam Mohammed  | 19 giugno 1992 (30 anni)    | 1     | 0    | Kalba          |
| 3  | D    | Walid Abbas         | 11 giugno 1985 (37 anni)    | 109   | 6    | Shabab Al Ahli |
| 4  | D    | Khalid Al-Hashemi   | 18 marzo 1997 (25 anni)     | 4     | 0    | Baniyas        |
| 5  | C    | Mohammed Abdulbasit | 19 ottobre 1995 (27 anni)   | 1     | 0    | Sharjah        |
| 6  | C    | Majid Rashid        | 16 maggio 2000 (22 anni)    | 5     | 0    | Sharjah        |
| 7  | A    | Ali Saleh           | 22 gennaio 2000 (22 anni)   | 25    | 3    | Al Wasl        |
| 8  | C    | Majed Hassan        | 1º agosto 1992 (30 anni)    | 67    | 1    | Sharjah        |
| 9  | A    | Harib Al-Maazmi     | 26 novembre 2002 (20 anni)  | 14    | 1    | Shabab Al Ahli |
| 10 | C    | Fábio Lima          | 30 giugno 1993 (29 anni)    | 18    | 8    | Al Wasl        |
| 11 | A    | Caio Canedo         | 9 agosto 1990 (32 anni)     | 27    | 7    | Al Ain         |
| 12 | D    | Khalifa Al Hammadi  | 6 novembre 1998 (24 anni)   | 24    | 0    | Al Jazira      |
| 13 | C    | Falah Waleed        | 13 settembre 1998 (24 anni) | 1     | 0    | Khor Fakkan    |
| 14 | A    | Yahya Al Ghassani   | 18 aprile 1998 (24 anni)    | 5     | 1    | Shabab Al Ahli |
| 15 | A    | Sebastián Tagliabúe | 22 febbraio 1985 (37 anni)  | 16    | 4    | Al Wahda       |
| 16 | D    | Bader Nasser        | 16 settembre 2001 (21 anni) | 1     | 0    | Shabab Al Ahli |
| 17 | P    | Khalid Eisa         | 15 settembre 1989 (33 anni) | 62    | 0    | Al Ain         |
| 18 | C    | Abdullah Ramadan    | 7 marzo 1998 (24 anni)      | 33    | 0    | Al Jazira      |
| 19 | D    | Khaled Ibrahim      | 17 gennaio 1997 (25 anni)   | 6     | 0    | Sharjah        |
| 20 | D    | Ahmed Jamil         | 16 gennaio 1999 (23 anni)   | 5     | 0    | Shabab Al Ahli |
| 21 | C    | Khalid Al-Balochi   | 22 marzo 1999 (23 anni)     | 2     | 0    | Al Ain         |
| 22 | P    | Khaled Al-Senani    | 4 ottobre 1989 (33 anni)    | 0     | 0    | Al Wasl        |
| 23 | D    | Abdulaziz Haikal    | 10 settembre 1990 (32 anni) | 47    | 1    | Shabab Al Ahli |